# Kanton Neuillé-Pont-Pierre
Der Kanton Neuillé-Pont-Pierre ist ein ehemaliger, bis 2015 bestehender französischer Wahlkreis im Arrondissement Tours, im Département Indre-et-Loire und in der Region Centre-Val de Loire; sein Hauptort war Neuillé-Pont-Pierre.
Der Kanton Neuillé-Pont-Pierre war 253,25 km² groß und hatte im Jahr 14.067 Einwohner (Stand: 2012). 
Der Kanton umfasste die Wahlberechtigten aus zehn Gemeinden:
| Gemeinde                | Einwohner Jahr | Fläche km² | Bevölkerungsdichte | Code INSEE | Postleitzahl |
| ----------------------- | -------------- | ---------- | ------------------ | ---------- | ------------ |
| Beaumont-la-Ronce       | 1211 (2013)    | –          | – Einw./km²        | 37021      | 37360        |
| Cerelles                | 1216 (2013)    | –          | – Einw./km²        | 37047      | 37390        |
| Charentilly             | 1202 (2013)    | –          | – Einw./km²        | 37059      | 37390        |
| Neuillé-Pont-Pierre     | 1916 (2013)    | –          | – Einw./km²        | 37167      | 37360        |
| Pernay                  | 1208 (2013)    | –          | – Einw./km²        | 37182      | 37230        |
| Rouziers-de-Touraine    | 1247 (2013)    | –          | – Einw./km²        | 37204      | 37360        |
| Saint-Antoine-du-Rocher | 1602 (2013)    | –          | – Einw./km²        | 37206      | 37360        |
| Saint-Roch              | 1278 (2013)    | –          | – Einw./km²        | 37237      | 37390        |
| Semblançay              | 2128 (2013)    | –          | – Einw./km²        | 37245      | 37360        |
| Sonzay                  | 1381 (2013)    | –          | – Einw./km²        | 37249      | 37360        |